# エミリー・テンプル＝ウッド
エミリー・テンプル＝ウッド（Emily Temple-Wood、1994年5月24日 - ）は、イリノイ州シカゴ出身のアメリカ人ウィキペディア編集者。ウィキペディアの利用者名はKeilana。とりわけ女性科学者に関する項目の作成を通じて、ウィキペディアにおけるジェンダーバイアスに対処したことで知られる。2016年のウィキマニアにおいて2016年のウィキペディアン・オブ・ザ・イヤーを共同受賞した。

## 初期の経歴
ローラ・テンプル (Laura Temple) とアンドルー・ウッド (Andrew Wood) の娘であり 、イリノイ州Downers GroveのAvery Coonley Schoolに通った。2017年の『Wired』の記事は彼女を「子どもに忠誠を誓わせるのはおかしいとの考えから忠誠の誓いを拒絶するような典型的な中学生だった」と描写している。2008年にはデュページ郡のスペリング・ビーで優勝している。彼女はその年のスペリング・ビーの全国大会 (81st Scripps National Spelling Bee) に進み、準々決勝まで残り46位の成績を残した。この大会の後、2008年6月に当時のイリノイ州副知事であるパット・クインから表彰される。その後進学したDowners Grove North High Schoolでは弁論部に加わる。この弁論部は2011年に優勝をひとつ含む4つの賞をIllinois High School Associationの大会で勝ち取った。彼女は年長者として2012年の「トップ2パーセント」に選ばれた。2016年、彼女は分子生物学の学位を取ってロヨラ大学シカゴを卒業し、2016年秋からはミッドウェスタン大学で医学部を始めた。

## ウィキペディアでの活動
テンプル＝ウッドはそのウィキペディアでの表現活動とともに、女性科学者に関するウィキペディア項目の作成に関して全国区の知名度を持つ。最初のウィキペディア編集は2005年、彼女が10歳の時であり、その編集の内容は彼女の姉ないし妹のことを「バカ野郎」と書いたものであり即座に削除された。ウィキペディアに寄稿しはじめたのは12歳の時で、ウィキペディアの編集のせいで初めてインターネットを通したハラスメントを受けたのも12歳の時であった。中学生の時、彼女は女性科学者に関する取り組みを始めた。2012年に女性科学者に関するウィキプロジェクトの共同設立者となり、以来数百もの女性科学者に関する項目をウィキペディアに立項している。"Keilana"という利用者名 を通じた編集で、彼女は王立協会員でも女性科学者の記事はほとんど存在しないことに気づき、女性科学者を主題にした記事を立項し始めた。彼女がこのことについてウィキメディア財団に語ったところによれば、「頭にきて一晩中項目を書いた。文字通り、寮の廊下で朝2時まで女性科学者の記事を書いた」という。彼女が最も満足のいった項目は、胸部外科医になった最初のアフリカ系アメリカ人女性である「ロザリン・スコット」の項目である。
テンプル＝ウッドはまた、ウィキペディアでの女性科学者に関する表現を向上させることを目的とした、博物館・図書館でのエディタソンの世話役でもある。2015年10月に The Atlantic に語ったところによれば、彼女はウィキペディアに独立項目が立項されるだけの特筆性があるのにもかかわらず項目が存在しない女性科学者が4400人いることを確認している。2016年3月、彼女は自身が受けたオンラインでのセクシュアルハラスメントに対するアプローチ、すなわち、彼女はセクシュアルハラスメント的な電子メールを受け取るたびにウィキペディアに女性科学者の項目をひとつ作成するという方法に関して世界中のメディアに取り上げられた。この月に彼女がバズフィードに「私のモチベーションはハラスメントを受けたフラストレーションを建設的な方向に転換することである」と語っている。2016年5月にthe Farderに、「ウィキペディアンとして、プロジェクトを始めたことはカバーしている範囲の差を見ての私の自然な反応であり、だから私は女性科学者のプロジェクトに携わっています。歴史の物語は男に独占されている。そして、ウィキペディアに女性の人物伝が含まれているということを確かにしていくことは、女性を物語の中に復権させ得るのです」と語っている。
彼女はその働きから2016年のウィキペディアン・オブ・ザ・イヤーをロージー・スティーヴンソン＝グッドナイトと共に受賞した。

## 地位
テンプル＝ウッドはウィキメディア財団のワシントンDC地域協会の副会長であり、理事会の一員である。また、彼女はウィキプロジェクトMed (meta) の運営財団の理事会の一員であり、アメリカ合衆国の国立労働安全衛生総合研究所のウィキペディアン・イン・レジデンスである。

## Keilana Effect
"Interpolating Quality Dynamics in Wikipedia and Demonstrating the Keilana Effect"（ウィキペディアにおける大幅な記事改善とKeilana効果の実証）というテンプル＝ウッドにちなんで名づけられた現象に関する論文が、OpenSymの国際シンポジウムでアーロン・ハーフエーカーによって発表された。

## 著作
- Temple-Wood, Emily. “Rewriting the History of Women in Science”. Scientific American (英語). 317 (3): 70–71. doi:10.1038/scientificamerican0917-70. PMID 28813402.
- “Wikipedia and the New Web”. Facebook Nation. Springer New York. 1 October 2014. pp. 189–199. ISBN 978-1-4939-1739-6.
- Temple-Wood, Emily; Silva, Diane. Exploring the Role of Raw in the Embryonic Nervous System. 56th Annual Drosophila Research Conference. Genetics Society of America. March 4–8, 2015
- Temple-Wood, Emily (12 April 2016). “It’s Time These Ancient Women Scientists Get Their Due”. Nautilus.  Reprinted in The Best American Science and Nature Writing 2017. Jahren, Hope, editor. Boston. ISBN 9781328715517. OCLC 1004672002.
- Silva, Diane; Olsen, Kenneth W.; Bednarz, Magdalena N.; Droste, Andrew; Lenkeit, Christopher P.; Chaharbakhshi, Edwin; Temple-Wood, Emily R.; Jemc, Jennifer C.; Singh, Shree Ram (29 November 2016). “Regulation of Gonad Morphogenesis in Drosophila melanogaster by BTB Family Transcription Factors”. PLOS ONE. 11 (11): e0167283. doi:10.1371/journal.pone.0167283.{{cite journal2}}:  CS1メンテナンス: 明示されていないフリーアクセスDOI (カテゴリ)